# Violência sectária em Myanmar em 2012
Violência sectária em Myanmar em 2012 foi uma série de conflitos principalmente entre os budistas arracaneses e os muçulmanos ruaingas (rohingya) no norte do Estado de Raquine, em Myanmar, embora em outubro muçulmanos de todas as etnias passassem a ser visados pelos ataques. Os tumultos ocorreram depois de semanas de disputas sectárias, incluindo um estupro coletivo e assassinato de uma mulher arracanesa por ruaingas e o assassinato de dez muçulmanos birmaneses por arracaneses. O governo de Myanmar respondeu impondo toques de recolher e enviando tropas para as áreas afetadas. O estado de emergência foi declarado em Rakhine, permitindo que os militares participassem da administração da região. Até 22 de agosto, oficialmente houve 88 baixas: 57 muçulmanos e 31 budistas. Estima-se que 90.000 pessoas foram deslocadas pela violência. Cerca de 2.528 casas foram queimadas; destas, 1.336 pertenciam aos ruaingas e 1.192 pertenciam aos arracaneses.
O exército birmanês e a polícia foram acusados de desempenhar um papel de liderança em atacar os ruaingas por meio de prisões em massa e violência indiscriminada. Embora a resposta do governo tenha sido elogiada pelos Estados Unidos e pela União Europeia, a Anistia Internacional  e outros grupos de direitos humanos foram mais críticos, afirmando que os ruaingas estavam fugindo das prisões arbitrárias do governo birmanês e que estavam enfrentado discriminação sistemática do governo por décadas. O Alto Comissariado das Nações Unidas para os Refugiados e vários grupos de direitos humanos rejeitaram a proposta do presidente Thein Sein de reassentar os ruaingas no exterior. Alguns grupos de ajuda criticaram o governo de Myanmar por criar uma crise humanitária para os ruaingas, por isolá-los em acampamentos, por "tratamento abusivo" e por impedir o acesso à ajuda humanitária, incluindo prisões de trabalhadores humanitários.
Os combates eclodiram novamente em outubro, resultando em pelo menos 80 mortes, o deslocamento de mais de 20 mil pessoas e a queima de milhares de casas. Os ruaingas não foram autorizados a deixar seus assentamentos, oficialmente devido a preocupações de segurança, e foram objeto de uma campanha de boicote comercial liderada por monges budistas.